# Brachymeria nosatoi
Brachymeria nosatoi är en stekelart som beskrevs av Akinobu Habu 1966. Brachymeria nosatoi ingår i släktet Brachymeria och familjen bredlårsteklar. Inga underarter finns listade.